# Heinrich Strack
Heinrich Strack (Bückeburg, 1805. július 24. – Berlin, 1880. június 14.) német építész.

## Élete
Karl Friedrich Schinkel tanítványa, 1835-ben Paul Friedrich Meyerheimmel az Architektonische Denkmäler der Altmark Brandenburg (Kugler szövegével) című művet adta ki. 1839-ben az építészeti iskolában, majd az építészeti akadémiában tanárkodott. Az ő vezetése alatt épült a Babelsberg-kastély és a Péter-templom. 1862-ben Athénben fölfedezte a Dionysos-színházat, 1866-76-ban a berlini nemzeti képtárt és a diadalmi oszlopokat építette.

## Munkája
- Das griechische Theater (Berlin, 1863)